# Syzygium conceptionis
Syzygium conceptionis är en myrtenväxtart som beskrevs av André Guillaumin. Syzygium conceptionis ingår i släktet Syzygium och familjen myrtenväxter. Inga underarter finns listade i Catalogue of Life.